# قلعه‌لر (هریس)
قلعه‌لَر یک روستا در ایران است که در بخش خواجه شهرستان هریس در استان آذربایجان شرقی واقع شده‌است.

## جمعیت
این روستا در دهستان مواضع‌خان شرقی قرار دارد و براساس سرشماری مرکز آمار ایران در سال ۱۳۸۵، جمعیت آن ۱۵۸ نفر (۴۰ خانوار) بوده‌است.